# Ыб (Усть-Вымский район)
Ыб, Мельничный иб (ыб с коми языка означает горка, возвышенность) — деревня, располагающаяся в 7 км от села Усть-Вымь Усть-Вымского района Республики Коми. Относится к сельскому поселению Усть-Вымь.
Деревня расположена на реке Вымь, разделяется надвое участком дорожного полотна Усть-Вымь — Серёгово. В XIX веке количество дворов доходило до 35, сейчас[когда?]

 в деревне располагается лишь один постоянно заселённый двор. Вместе с тем, с 2011 по 2023 г в деревне построено 6 новых домов, молодежь активно возрождает деревню, облагораживает территорию.

## Население
| 2010 |
| ---- |
| 24   |